# Carlene Thompson
Pour les articles homonymes, voir Thompson.
Carlene Thompson, née à Parkersburg en Virginie-Occidentale en 1952, est une écrivain américaine auteur de roman policier.

## Biographie
Elle est née alors que son père, un médecin, est au combat pendant la Guerre de Corée. Dans les années 1960, sa famille quitte la Virginie-Occidentale pour s'installer dans l'Ohio. 
Elle étudie la littérature anglaise à l'université Marshall et obtient un doctorat de l'université d'État de l'Ohio. Après avoir enseigné de 1983 à 1989 à l'université de Rio Grande, dans l'Ohio, elle se consacre uniquement à l'écriture. 
Elle vit dans sa ferme de Point Pleasant en Virginie-Occidentale, et publie des romans policiers qui ont pour cadre cet État américain.

## Œuvre

### Romans policiers
- Black is for Remembrance (1991) Paru en français sous le titre Noir comme le souvenir, Paris, La Table Ronde, 1991 ; réédition, Paris, J'ai lu no 3404, 1993 ; réédition, Paris, Gallimard, Folio policier no 535, 2009
- All Fall Down (1992) Paru en français sous le titre Présumée coupable, Paris, La Table Ronde, 1993 ; réédition, Paris, J'ai lu no 4466, 1997 ; réédition, Paris, Gallimard, Folio policier no 386, 2005
- The Way You Look Tonight (1995) Paru en français sous le titre Tu es si jolie ce soir, Paris, La Table Ronde, 1999 ; réédition, Paris, J'ai lu no 5552, 2000 ; réédition, Paris, Gallimard, Folio policier no 494, 2008
- Tonight You're Mine (1998) Paru en français sous le titre Papa est mort, tourterelle, Paris, La Table Ronde, 2000 ; réédition de la même traduction sous le titre Rhapsodie en noir, Paris, J'ai lu no 5859, 2001 ; réédition sous le titre Papa est mort, tourterelle, Paris, Gallimard, Folio policier no 483, 2007
- In the Event of My Death (1999) Paru en français sous le titre Six de cœur, Paris, La Table Ronde, 2001 ; réédition, Paris, J'ai lu no 6732, 2003 ; réédition, Paris, Gallimard, Folio policier no 534, 2009
- Don’t Close Your Eyes (2000) Paru en français sous le titre Ne ferme pas les yeux, Paris, La Table Ronde, 2002 ; réédition, Paris, Gallimard, Folio policier no 320, 2003
- Since You’ve Been Gone (2001) Paru en français sous le titre Depuis que tu es partie, Paris, La Table Ronde, 2003 ; réédition, Paris, Gallimard, Folio policier no 348, 2004
- If She Should Die (2003) Paru en français sous le titre Si elle devait mourir, Paris, La Table Ronde, 2004 ; réédition, Paris, Gallimard, Folio policier no 424, 2006
- Share No Secrets (2005) Paru en français sous le titre Les secrets sont éternels, Paris, La Table Ronde, 2005 ; réédition, Paris, Gallimard, Folio policier no 475, 2007
- Last Whisper (2006) Paru en français sous le titre Le Crime des roses, Paris, La Table Ronde, 2006 ; réédition, Paris, Gallimard, Folio policier no 522, 2008
- Last Seen Alive (2007) Paru en français sous le titre Perdues de vue, Paris, La Table Ronde, 2007 ; réédition, Paris, Gallimard, Folio policier no 554, 2009
- If You Ever Tell (2008) Paru en français sous le titre Mortel secret, Paris, La Table Ronde, 2009 ; réédition, Paris, Gallimard, Folio policier no 592, 2010
- You Can Run... (2009) Paru en français sous le titre Ceux qui se cachent, Paris, Éditions du Toucan, coll. Toucan noir, 2009 ; réédition, Paris, Gallimard, Folio policier no 709, 2013
- Nowhere to Hide (2010) Paru en français sous le titre Les Ombres qui attendent, Paris, Éditions du Toucan, coll. Toucan noir, 2011 ; réédition, Paris, Gallimard, Folio policier no 689, 2013
- To the Grave (2012) Paru en français sous le titre Jusqu'à la fin, Paris, Éditions du Toucan, coll. Toucan noir, 2013  (ISBN 2810005346) ; réédition, Paris, Gallimard, Folio policier no 751, 2015
- Can’t Find My Way Home (2014) Paru en français sous le titre Imprudente, Paris, Édition du Toucan, coll. Toucan noir, 2015  (ISBN 978-281000-642-7)
- Just a Breath Away (2018)
- Praying for Time (2020)
- Such a Winter’s Day (2022)